# Ягги, Анита
Ани́та Я́гги (нем. Anita Jäggi; род. 9 мая 1963) — швейцарская кёрлингистка и тренер по кёрлингу.

## Достижения
- Чемпионат Швейцарии по кёрлингу среди женщин: золото (2002), серебро (2012).
- Чемпионат Швейцарии по кёрлингу среди ветеранов: золото (2008).

## Команды
| Сезон   | Четвёртый                | Третий               | Второй           | Первый              | Запасной                                     | Турниры            |
| ------- | ------------------------ | -------------------- | ---------------- | ------------------- | -------------------------------------------- | ------------------ |
| 2001—02 | Селина Брёлё             | Николь Штраузак      | Мадлена Брёлё    | Бьянка Ротлизбергер | Анита Ягги тренер: Брайан Грей               | ЧШЖ 2002           |
| 2002—03 | Селина Брёлё             | Николь Штраузак      | Мадлена Брёлё    | Бьянка Ротлизбергер | Анита Ягги тренер: Брайан Грей               | ЧЕ 2002 (5 место)  |
| 2006—07 | Sandra Bracher           | Анита Ягги           | Marlis Kurt      | Silvia Gygax        |                                              |                    |
| 2007—08 | Marianne Zürcher-Amstutz | Анита Ягги           | Marlis Kurt      | Ruth Dorner         |                                              | ЧШВ 2008           |
| 2011—12 | Мишель Ягги              | Мариса Винкельхаузен | Stephanie Jaeggi | Николь Швегли       | Мелани Барбеза Анита Ягги тренер: Анита Ягги | ЧШЖ 2012           |
| 2012—13 | Мишель Ягги              | Мариса Винкельхаузен | Stephanie Jaeggi | Мелани Барбеза      | Карин Маттей, Анита Ягги тренер: Анита Ягги  | ЧШЖ 2013 (5 место) |
| 2013—14 | Marianne Zuercher        | Анита Ягги           | Gabi Perret      | Ruth Dorner         | Marlis Kurt                                  |                    |

(скипы выделены полужирным шрифтом)

## Результаты как тренера национальных сборных
| Год  | Турнир                                        | Сборная       | Место |
| ---- | --------------------------------------------- | ------------- | ----- |
| 2006 | Чемпионат мира по кёрлингу среди юниоров 2006 | (юниоры муж.) | 8     |
| 2007 | Чемпионат мира по кёрлингу среди юниоров 2007 | (юниоры муж.) | 3     |
| 2015 | Зимняя Универсиада 2015                       | (юниоры жен.) | 3     |

## Частная жизнь
Её дочь, Мишель Ягги — тоже кёрлингистка, неоднократная чемпионка Швейцарии среди женщин, чемпионка мира 2018 среди смешанных пар; тренером её команды является Анита.